# 丁人林
丁人林（1944年10月—2005年10月11日），男，吉林怀德人，中华人民共和国政治人物，曾任中华人民共和国国家安全部副部长，副总警监，第九、十届全国政协委员。